# Зебжидовский, Флориан
Флориан Зебжидовский (пол. Florian Zebrzydowski; ? — 1562) — королевский дворянин (с 1538) и секретарь (с 1548), каштелян освенцимский и бургграф краковский (с 1552 г.), каштелян любельский (1554—1562), староста садецкий и тышовецкий, гетман польный коронный (1561—1562).

## Биография
Сын ротмистра королевского Яна Зебжидовского (ум. до 1538). С 1538 г. был дворянином при польском короле Сигизмунде Старом. В 1548 г. получил должность королевского секретаря. В 1552 г. Флориан Зебжидовский был назначен каштеляном освенцимским и бургграфом краковским. В 1554 г. получил должность каштеляна любельского. В 1561—1562 гг. был польным (надворным) гетманом коронным.
Был женат на Софье Дзиковне. Дети: Николай Зебжидовский (1553—1620), генеральный староста краковский (1585), воевода любельский (1589), великий маршалок коронный (1596—1601), воевода краковский (1601—1620), староста ланцкоронский. Главный руководитель рокоша Зебжидовского.